# Fet
Fet war eine Kommune im norwegischen Fylke Akershus. Die Kommune lag in der historischen norwegischen Region Romerike, das administrative Zentrum der Gemeinde war der Ort Fetsund. Fet ging zum 1. Januar 2020 in die neu gegründete Kommune Lillestrøm über.

## Geographie

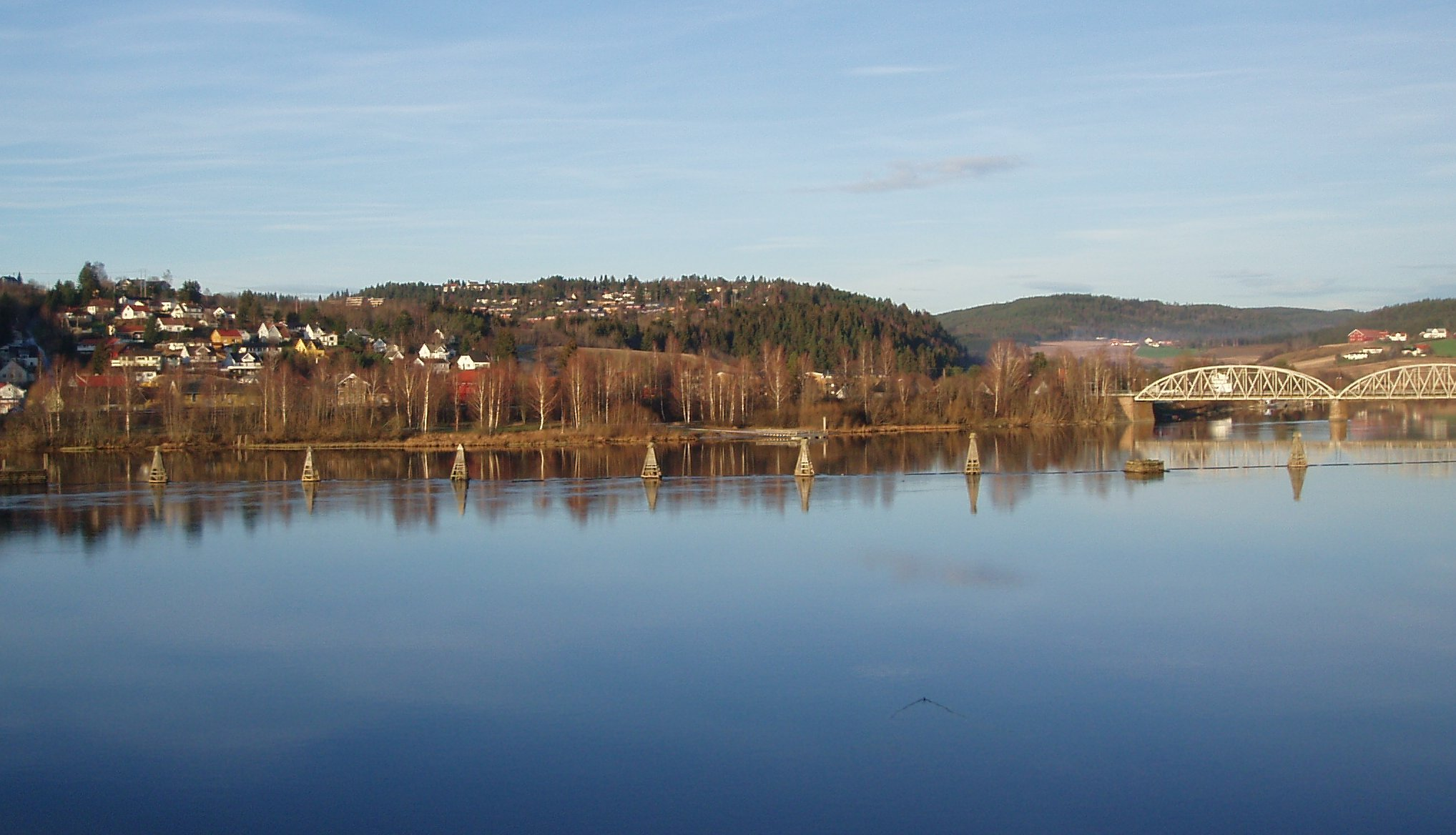
Fetsund in der Gemeinde Fet

Fet lag am östlichen Ufer des Sees Øyeren, auf dem Gemeindegebiet befand sich auch die Mündung des Flusses Glomma in den See. Das dabei ausgebildete Flussdelta ist das größte Inlandsflussdelta in Europa und erstreckt sich über die kürzere Seebreite bis zum gegenüberliegenden Ufer. Die im Fluss getrifteten Baumstämme wurden kurz vor der Flussmündung in den See aus dem Fluss herausgeholt und von dieser Stelle per Bahn weiterbefördert, dieser Holztriftbetrieb wurde bis 1985 aufrechterhalten. Die dafür vorhandenen Gebäude wurden zum großen Teil erhalten und werden heute als Museum und Kulturzentrum genutzt.

## Geschichte

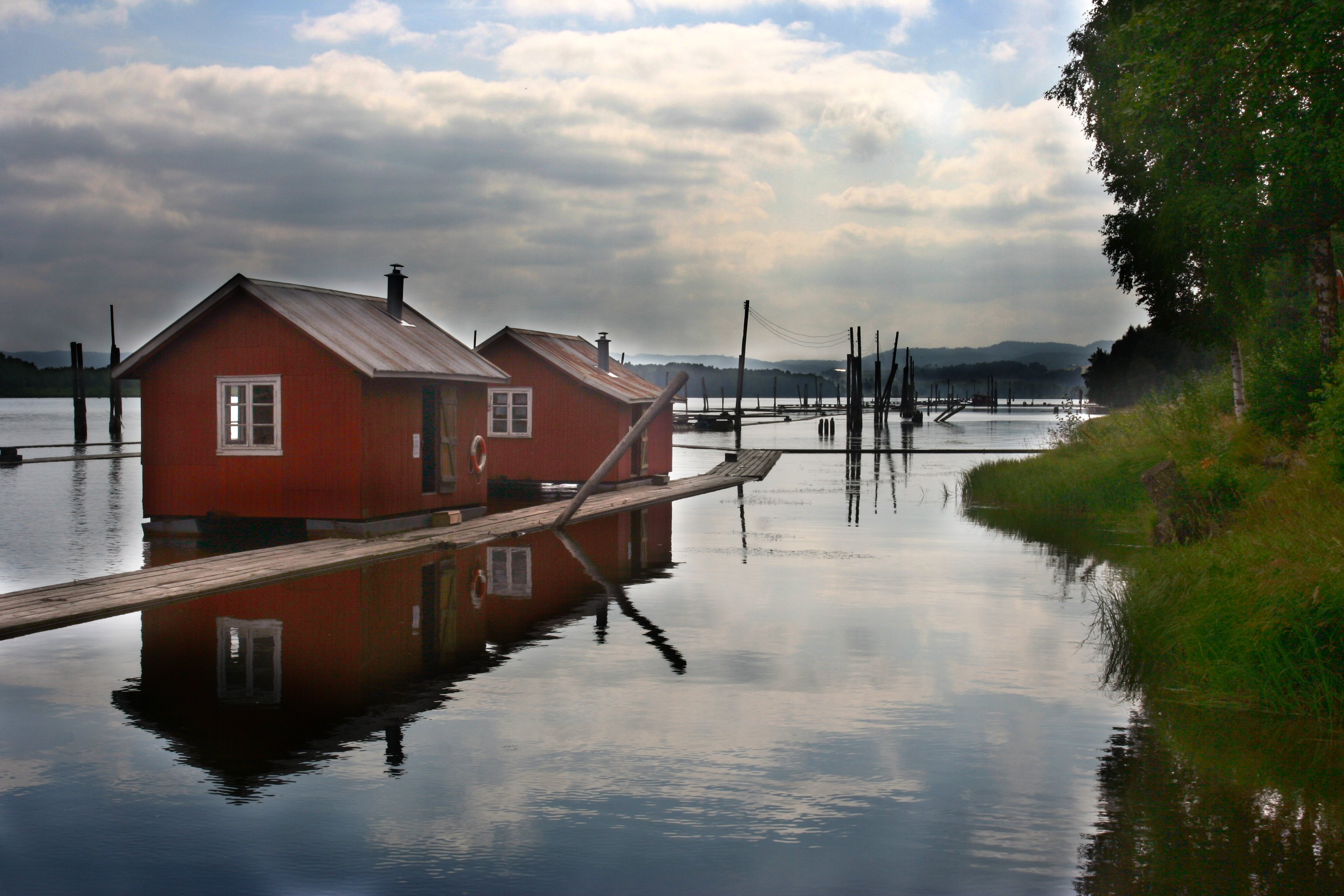
Flößerei-Museum am Wasser

### Name
Der Name Fit wurde erstmals 1321 als ("a Fit") aufgezeichnet und ist in altnordischer Sprache der Begriff für eine "gute Weide".
Fet erhielt im Zuge der Gliederung Norwegens in Formannskapsdistrikte am 1. Januar 1838 den Status einer norwegischen Gemeinde. Am 1. Juli 1929 wurden Teile des Gemeindegebietes von Fet abgetrennt und zur neuen Gemeinde Rælingen zusammengefasst.

### Wappen
Das Wappen der Gemeinde stammt aus neuerer Zeit und wurde ihr offiziell am 19. Dezember 1986 verliehen. Es zeigt einen Floßhaken, wie er in der Gegend häufig zum Ziehen der in den umliegenden Wäldern geschlagenen und im Wasser treibenden Baumstämme beim Triften auf den Flüssen und Seen zu den Sägewerken verwendet wurde. Die Holzknechte benutzten lange Stangen mit Haken zur Arbeit mit den treibenden Holzstämmen. Die Farben des Wappens sind grün und silber, da der Ortsname ja von dem alten Wort für eine saftige Wiese (grün) an einem See (silber) abgeleitet ist. Vergleichbare Wappen findet man auch in den Orten Åsnes, Jondal, Marker und Nordre Land.

## Persönlichkeiten
- Ingeborg Løvnes (* 1992), Leichtathletin